# Mâm xôi đỏ

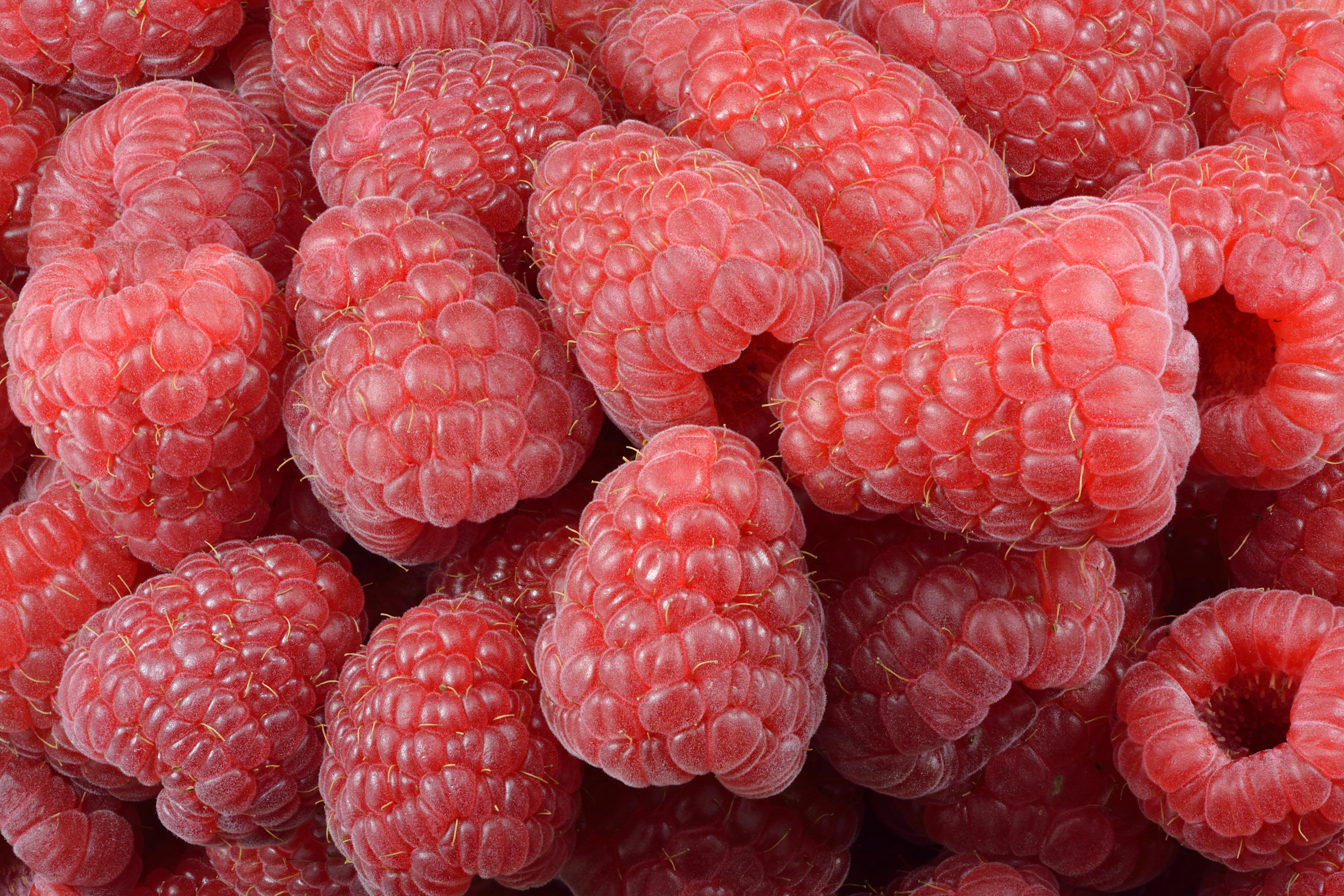
Những quả mâm xôi chín đỏ.

Mâm xôi đỏ hay Phúc bồn tử (chữ Hán: 覆盆子) là một loại quả ăn được trong vô số loài thưc vật trong chi Mâm xôi thuộc họ Dâu, hầu hết trong số đó thuộc phân chi Idaeobatus, tên gọi cũng được gắn cho những loài này. Mâm xôi là những cây lâu năm thân gỗ.

## Các giống loài

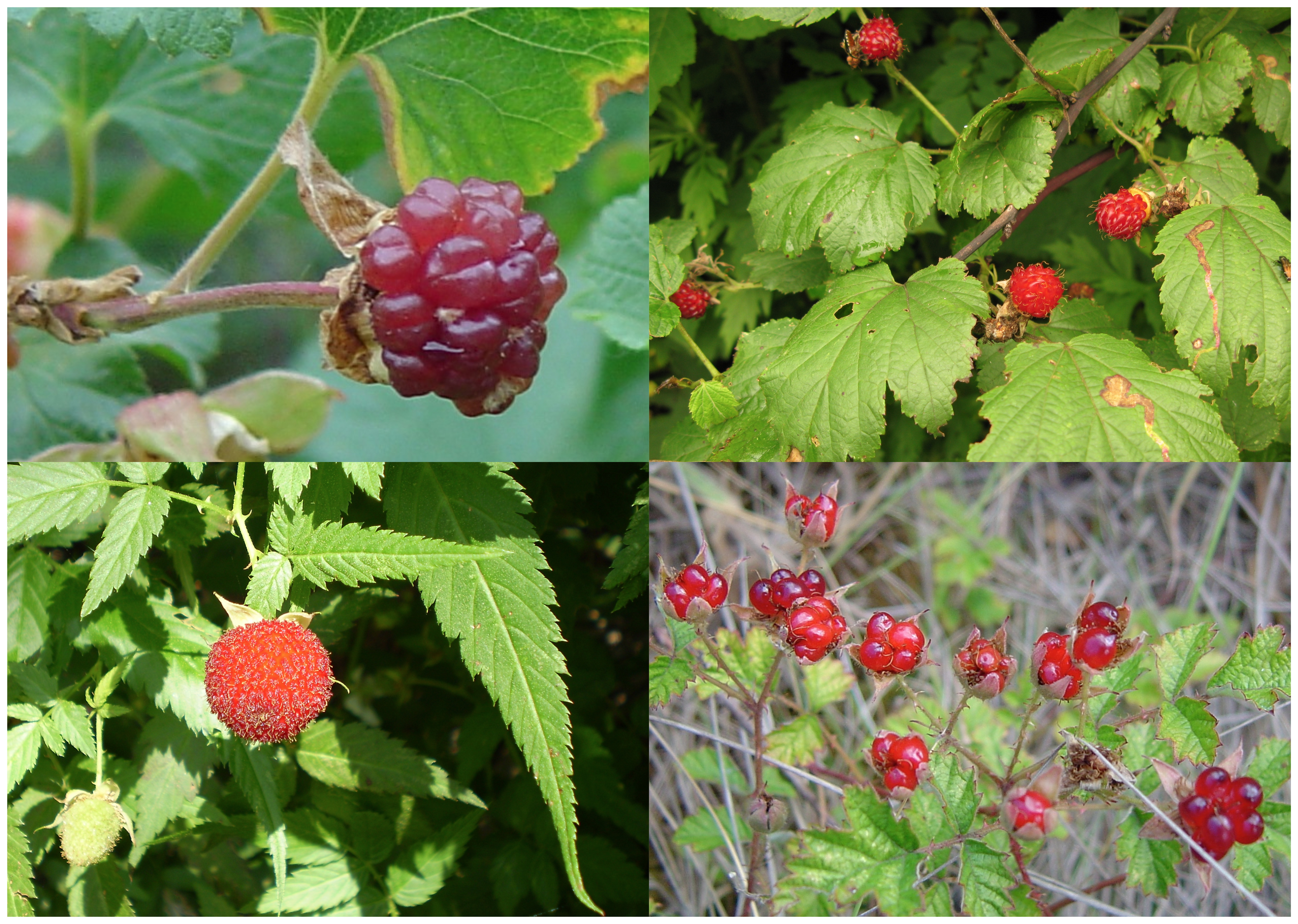
Quả của bốn loài mâm xôi. Theo chiều kim đồng hồ từ trên cùng bên trái: Mâm xôi Boulder thuộc bang Colorado, Mâm xôi Hàn Quốc, Mâm xôi bản địa Úc, Mâm xôi từ nước Cộng hòa Maurice

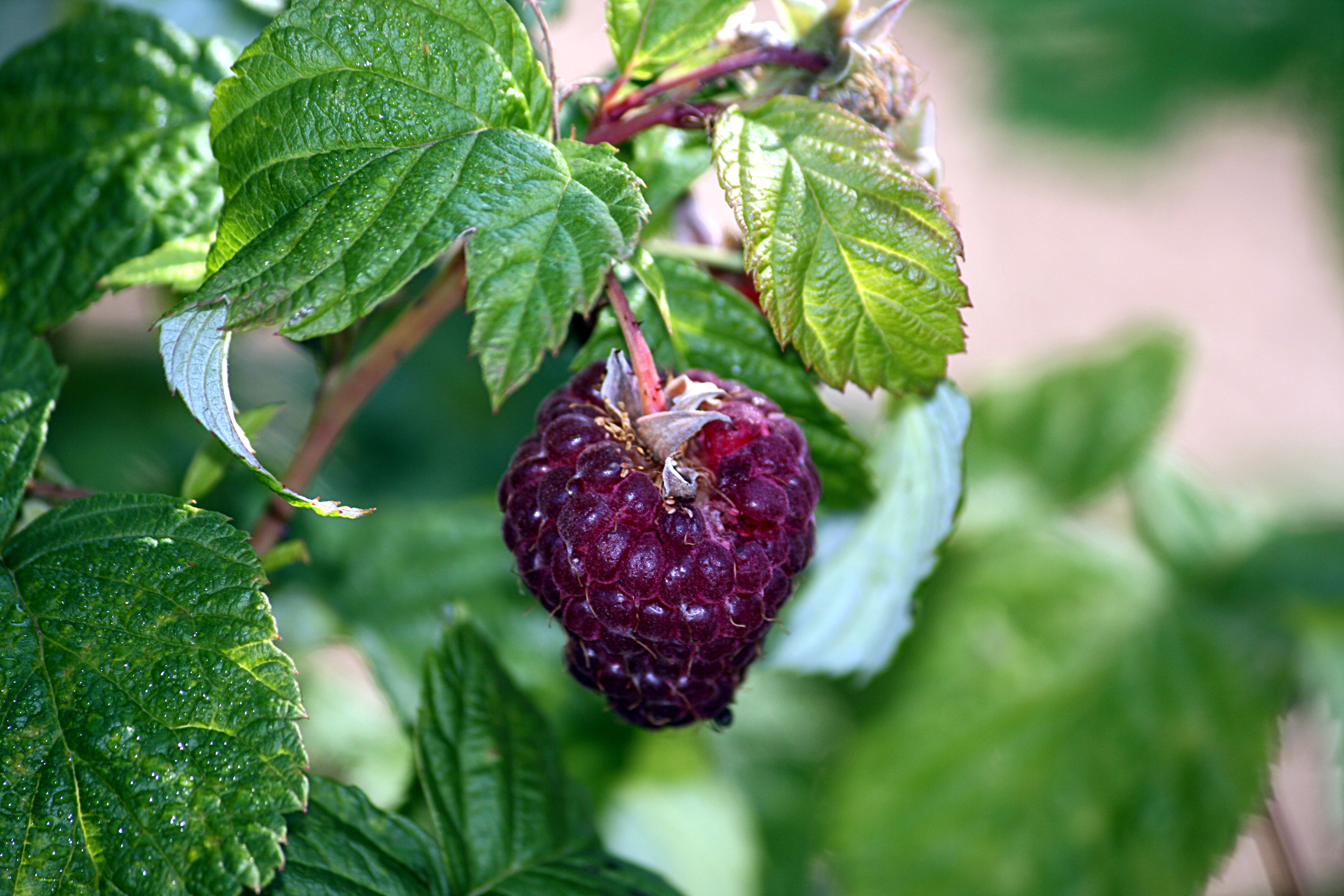
Loài mâm xôi được lai tạo cho ra trái màu tím

## Canh tác

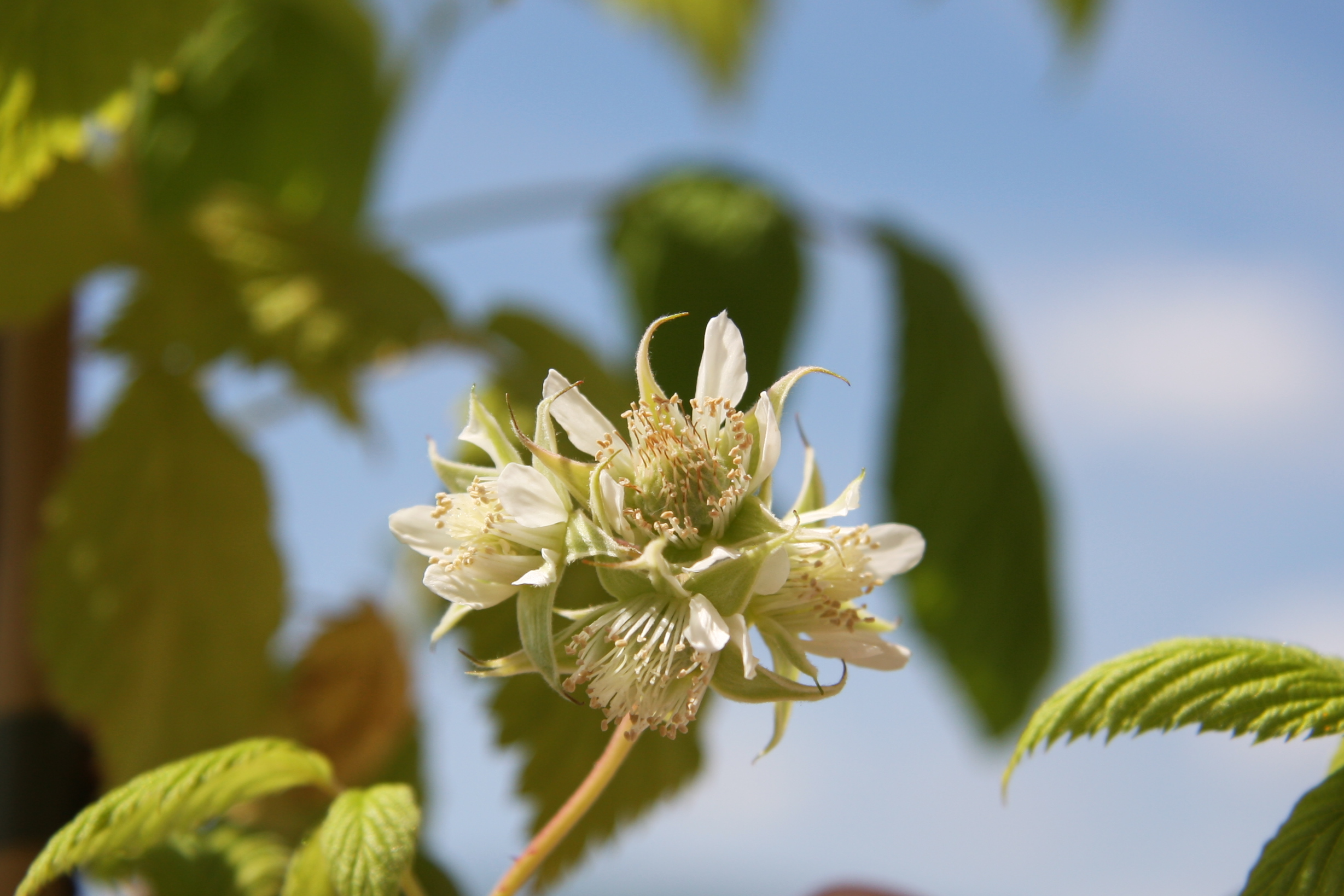
Mâm xôi được canh tác đang ra hoa